# Young Sheldon
Young Sheldon è una serie televisiva statunitense ideata da Chuck Lorre e Steven Molaro e prodotta dal 2017 al 2024 per sette stagioni.
È nata come spin-off e prequel della serie The Big Bang Theory ed è incentrata sull'infanzia di Sheldon Cooper.

## Trama
Sheldon Cooper, un giovane genio del Texas orientale, all'età di nove anni si trova a frequentare il liceo. La sua infanzia trascorre in una famiglia in cui si trova poco a suo agio, tra una madre fervente cristiana battista, un padre allenatore della squadra di football americano, suo fratello e sua sorella gemella che non perdono occasione di prenderlo in giro o renderlo vittima dei loro scherzi beffardi.
Tuttavia Sheldon cerca sempre di imparare nuove cose, cimentandosi in ogni impresa di studio.

## Episodi
| Stagione         | Episodi | Prima TV originale | Prima TV Italia |
| ---------------- | ------- | ------------------ | --------------- |
| Prima stagione   | 22      | 2017-2018          | 2018            |
| Seconda stagione | 22      | 2018-2019          | 2019            |
| Terza stagione   | 21      | 2019-2020          | 2020            |
| Quarta stagione  | 18      | 2020-2021          | 2021-2022       |
| Quinta stagione  | 22      | 2021-2022          | 2022            |
| Sesta stagione   | 22      | 2022-2023          | 2023            |
| Settima stagione | 14      | 2024               | 2024            |

## Personaggi e interpreti
Legenda
     Nel cast principale      Nel cast ricorrente

### Personaggi principali
| Personaggio                             | Interprete     | Stagione | Stagione | Stagione | Stagione | Stagione | Stagione | Stagione |
| Personaggio                             | Interprete     | 1        | 2        | 3        | 4        | 5        | 6        | 7        |
| --------------------------------------- | -------------- | -------- | -------- | -------- | -------- | -------- | -------- | -------- |
| Sheldon Cooper                          | Iain Armitage  |          |          |          |          |          |          |          |
| Mary Cooper                             | Zoe Perry      |          |          |          |          |          |          |          |
| George Cooper Senior                    | Lance Barber   |          |          |          |          |          |          |          |
| George "Georgie" Marshall Cooper Junior | Montana Jordan |          |          |          |          |          |          |          |
| Melissa "Missy" Cooper                  | Raegan Revord  |          |          |          |          |          |          |          |
| Constance "Connie" "nonnina" Tucker     | Annie Potts    |          |          |          |          |          |          |          |
| Voce adulta di Sheldon                  | Jim Parsons    |          |          |          |          |          |          |          |
| Jeff Difford                            | Matt Hobby     |          |          | [ 6 ]    | [ 6 ]    | [ 6 ]    | [ 6 ]    | [ 6 ]    |
| William "Billy" Sparks                  | Wyatt McClure  |          |          |          |          | [ 7 ]    | [ 7 ]    | [ 7 ]    |
| Mandy McAllister                        | Emily Osment   |          |          |          |          |          |          |          |

- Sheldon Cooper (stagioni 1-7), interpretato da Iain Armitage, doppiato da Alessandro Carloni (da bambino) e da Leonardo Graziano (narratore).
Geniale bambino dal quoziente intellettivo di 187, non particolarmente portato alla comprensione delle convenzioni sociali. La sua intelligenza, insieme alla sua mancanza di emotività, lo porta a essere emarginato sia dentro che fuori l'ambiente domestico; nonostante la sua famiglia gli voglia bene, spesso la mette in difficoltà agli occhi della comunità per via dei suoi comportamenti inusuali. È legato a tutti i membri della sua famiglia, anche se lo manifesta apertamente di rado. Nutre un affetto profondo per sua madre Mary e la sua nonnina Connie, che riescono a contenere le sue bizzarrie. Ha una sorella gemella, Missy, e un fratello maggiore, Georgie. La sua voce fuori campo da adulto funge da narratore, fornendo un'analisi retrospettiva su ciò che accade o è accaduto nel corso degli episodi, e talvolta anche accennando ad eventi accaduti dopo la serie originale.
- Mary Cooper (stagioni 1-7), interpretata da Zoe Perry, doppiata da Chiara Gioncardi.
È la madre di Sheldon. Nonostante un passato da ragazza ribelle e incurante delle regole, crescendo diventa una fervente cristiana che non fa altro che citare Dio e la Bibbia, con disappunto della famiglia, in particolare del geniale figlio. Mary sembra essere l'unica in tutta la famiglia a preoccuparsi effettivamente del benessere di Sheldon, spesso a discapito degli altri due figli. È cresciuta lamentando l'assenza della madre Connie, ma le due torneranno a frequentarsi quotidianamente quando la donna si trasferisce da Galveston a Medford di fronte alla casa della madre[8]. È molto innamorata del marito, nonostante ne critichi spesso i comportamenti come il bere e tenda spesso a sottostimarlo e redarguirlo. Ha un buon rapporto con il vicino Hershel Sparks, il capofamiglia, che ha una leggera infatuazione per lei mentre ha litigato più di una volta con la moglie Brenda. È piuttosto iperprotettiva e sempre molto preoccupata per Sheldon e per quello che fa, in particolare per come potesse essere la sua vita scolastica quando all'età di nove anni ha iniziato a frequentare il liceo nella stessa classe del figlio maggiore Georgie. Altra grande fonte di preoccupazione era la sua mancanza di amici; per questo ha festeggiato quando ha fatto amicizia con Tam, un ragazzino vietnamita. Ha una leggera attrazione verso il collega più giovane Rob , che la porterà a litigare con suo marito.
- George Cooper Senior (stagioni 1-7), interpretato da Lance Barber, doppiato da Simone Crisari.
È il padre di Sheldon. Allenatore di football del liceo dove studiano Georgie e Sheldon, è un gran bevitore di birra, per niente appagato dalla sua carriera e sotto molti aspetti è un uomo esasperato e disilluso. Per il bene della sua famiglia, ha rifiutato posti di lavoro più appaganti e remunerativi, che però lo avrebbero condotto lontano da casa. Il suo rapporto con Sheldon è molto controverso, ma, nonostante lo diano a vedere raramente, i due provano molto affetto reciproco. Inoltre si è trovato più di una volta a sostenere il figlio appoggiando i suoi progressi negli studi accademici. Ha diversi problemi di salute, quali lo portano nella serie ad avere 3 infarti, tra cui quello fatale che lo ucciderà.
- George "Georgie" Cooper Junior (stagioni 1-7), interpretato da Montana Jordan, doppiato da Tito Marteddu.
È il fratello maggiore di Sheldon. Frequenta lo stesso liceo del fratello minore e gioca nella squadra di football allenata dal padre. Non è molto sveglio, ma si rivelerà essere più empatico rispetto alla media. È un ragazzo estroverso, indisciplinato e problematico. L'astio nei confronti del fratellino è dovuto al fatto che Sheldon attira sempre verso sé gran parte delle attenzioni dei loro genitori, facendolo sentire escluso. La sua famiglia tende a considerarlo poco e a denigrare le sue idee, nonostante abbia rivelato un buon senso per fare affari nelle vendite. Manifesta maggiore affetto, affiatamento e affinità con la sorella Missy, nonostante non esiti a prodigarsi per Sheldon al bisogno. Si innamora di Mandy, una ragazza di 29 anni che conosce in lavanderia, ma questa non sapendo della sua vera età (lui aveva affermato di averne 21 mentre ne aveva 17) rimane incinta.
- Melissa "Missy" Cooper (stagioni 1-7), interpretata da Raegan Revord, doppiata da Lucrezia Roma.
È la sorella gemella di Sheldon, di cui a volte è molto complice. Ha un carattere spigliato e deciso. Anche se non è intelligente come il suo gemello, si è dimostrata spesso sveglia e astuta. Fa battute taglienti, osserva attentamente le dinamiche della sua famiglia e ammira la nonnina, Connie. Non manca di prendere in giro Sheldon ogni volta che le si presenta l'opportunità, benché nel profondo gli voglia bene e lo aiuti quando è in difficoltà.
- Constance "Connie" "nonnina"[1] Tucker[2] (stagioni 1-7), interpretata da Annie Potts, doppiata da Cinzia De Carolis.
È l'adorata nonna di Sheldon e madre di Mary, vedova del marito. Contrariamente alla figlia, è una donna irresponsabile, e questo porta le due ad avere spesso dei contrasti. Non va molto d'accordo con George e non ha nemmeno una grande considerazione di Georgie, al contrario adora Missy e, in particolare, Sheldon, che considera il suo nipote preferito. Ama bere e ha anche il vizio del gioco d'azzardo.
- Jeff Difford (stagioni 3[9]-7, ricorrente stagioni 1-2), interpretato da Matt Hobby, doppiato da Andrea Pirolli.
Pastore della chiesa battista frequentata dalla famiglia Cooper. Sheldon è sia incuriosito che infastidito dal suo approccio alla religione che si oppone di molto alla sua visione della vita, basata sulla scienza e sui fatti.
- William "Billy" Sparks (stagioni 5-7, ricorrente stagioni 1-4), interpretato da Wyatt McClure, doppiato da Giulio Bartolomei.
Vicino di casa dei Cooper, coetaneo di Sheldon e Missy, nonché amico di questi ultimi. Non particolarmente intelligente, è talvolta infastidito dal carattere di Sheldon, al quale prende di mira, anche solo scherzosamente, o con cui litiga in diverse occasioni. Ha una cotta per Missy e dopo l'abbandono del padre, stringe un buon rapporto con George.
- Mandy McAllister (stagioni 6-7, ricorrente stagione 5), interpretata da Emily Osment, doppiata da Veronica Puccio.
Ragazza di ventinove anni originaria di Medford che torna in città da San Antonio che Georgie conosce in lavanderia; l'interesse reciproco li porterà a fare sesso che la farà rimanere incinta del ragazzo. Darà alla luce una bambina che verrà chiamata Constance, come la "nonnina" dei Cooper.

### Personaggi secondari
- Tam Nguyen (stagioni 1-4 guest star stagione 7), interpretato da Ryan Phuong, doppiato da Riccardo Suarez.
È un ragazzo vietnamita, compagno di scuola di Sheldon, nonché unico studente del liceo che si possa definire suo amico.
- John Sturgis (stagioni 1-7), interpretato da Wallace Shawn, doppiato da Giorgio Lopez (stagioni 1-3) e da Luca Dal Fabbro (dalla stagione 4).
Stimato scienziato e professore di cromodinamica quantistica all'East Texas Tech, con cui Constance intraprende una relazione, ampiamente sostenuta da Sheldon, che vede in John la possibilità di avere un'altra mente geniale in famiglia.
- Wayne Wilkins (stagioni 1-7), interpretato da Doc Farrow, doppiato da Dodo Versino.
È il professore di ginnastica del liceo e assistente allenatore di George e anche il suo migliore amico.
- Evelyn Ingram (stagioni 1-6), interpretata da Danielle Pinnock, doppiata da Daniela D'Angelo.
È la professoressa di matematica che lavora nel liceo dove studia Sheldon. Lei non lo sopporta dato che le conoscenze matematiche del ragazzino sono a un livello più alto del suo, oltre al fatto che Sheldon non manca mai occasione per sottolinearlo.
- Hubert Givens (stagioni 1-7), interpretato da Brian Stepanek, doppiato da Roberto Certomà.
È l'insegnante di scienze del liceo.
- Tom Petersen (stagioni 1-7), interpretato da Rex Linn, doppiato da Pasquale Anselmo.
È il preside del liceo dove studiano Sheldon e Georgie.
- Sheryl Hutchins (stagioni 1-7), interpretata da Sarah Baker, doppiata da Francesca Guadagno.
È la bibliotecaria del liceo; è molto affettuosa con Sheldon, ma è anche triste e depressa a causa della sua scarsa vita sociale.
- Victoria MacElroy (stagioni 1-3), interpretata da Valerie Mahaffey.
È l'insegnante di lettere di Sheldon.
- Dale Ballard, (stagioni 2-7) interpretato da Craig T. Nelson, doppiato da Stefano De Sando.
È il coach di baseball di Missy. Avrà una storia con Connie, ma si lasceranno quando lei rifiuta la sua proposta di matrimonio. In seguito torneranno insieme.
- Paige Swanson (stagioni 2-6), interpretata da Mckenna Grace, doppiata da Sara Vidale.
È una bambina prodigio che come Sheldon frequenta le lezioni del professor Sturgis; ma, diversamente da Sheldon, riesce a vivere da bambina comune, ma non riesce a farsi degli amici. Saranno entrambi rivali ma, in seguito al divorzio dei genitori di Paige, stringeranno amicizia. In particolare Paige diventerà molto amica di Missy.
- Veronica Duncan (stagioni 2-3), interpretata da Isabel May, doppiata da Margherita De Risi.
È una ragazza dapprima ribelle a causa del suo contesto familiare e poi si avvicinerà alla religione. Frequenta il liceo di Sheldon e Georgie, il quale avrà una cotta per la ragazza, segretamente ricambiato.
- Agente Robin (stagioni 2-3, 7), interpretata da Mary Grill, doppiata da Roberta De Roberto.
È una nuova agente di polizia che, da subito, suscita l'attrazione del pastore Jeff. Dopo una breve frequentazione si sposano e successivamente vanno a vivere vicino alla casa di George e Mary.
- Jana Owens (stagioni 3-4, guest star stagione 5), interpretata da Ava Allan, doppiata da Fabiana Bruno.
È una ragazza che frequenta lo stesso liceo di Georgie, col quale inizierà una relazione sentimentale, ma lo lascia dopo che lui abbandonerà gli studi.
- Dr. Linkletter (stagioni 3-7), interpretato da Ed Begley Jr., doppiato da Giovanni Caravaglio.
È un fisico e insegnante alla Texas Tech University, esasperato da Sheldon e con un'amichevole rivalità nei confronti del Dr. Sturgis.

## Produzione
La rete CBS annuncia il 13 marzo 2017, una nuova serie dal titolo Young Sheldon, uno spin-off della serie televisiva The Big Bang Theory con protagonista Iain Armitage. Per interpretare la religiosissima madre è stata chiamata Zoe Perry, figlia di Laurie Metcalf che interpreta la madre di Sheldon nella serie principale, mentre come interprete del padre è stato scelto Lance Barber, già apparso nell'undicesimo episodio della quinta stagione della serie principale dove interpretava Jimmy Speckerman, un bullo di cui era vittima Leonard da piccolo. Jim Parsons, lo Sheldon adulto, sarà la voce narrante di questo spin-off. Il 19 luglio 2017 è stato annunciato che Annie Potts interpreterà la nonna di Sheldon.
Subito dopo la messa in onda del primo episodio, visto il successo, la rete CBS ordina ulteriori nove episodi che si aggiungono ai tredici già previsti, arrivando così a un totale di ventidue episodi.
Il 6 gennaio 2018 la serie è stata rinnovata per la seconda stagione.
Il 22 febbraio 2019 la CBS ha rinnovato la serie sia per la terza stagione, andata in onda a partire dal 26 settembre 2019, sia per la quarta stagione, in onda dal 5 novembre 2020.
Il 31 marzo 2021 la CBS annuncia il rinnovo della serie per tre ulteriori stagioni, ovvero la 5ª, 6ª e la 7ª stagione.
Il 14 novembre 2023 la CBS annuncia che la 7ª stagione sarà l'ultima della serie.

### La sigla
La musica della sigla è la canzone Mighty Little Man dell'artista statunitense Steve Burns, dal suo album di esordio del 2003 Songs for Dustmites.
Nelle prime due stagioni della serie durante la sigla, che dura poco meno di venti secondi, si vede Sheldon, vestito con una camicia a quadri con il farfallino, pantaloncini e una valigetta, camminare indossando dei tipici stivali texani e fare qualche passo indietro quando gli si avvicina una mucca o, in pochi episodi, passa un rotolacampo. Dalla terza stagione si vede il ragazzino, ogni volta vestito in modo diverso, raggiungere al centro della scena il resto della famiglia e, tutti insieme, si allontanano quando arriva una mucca. Dalla quinta stagione la mucca viene sostituita da un toro e Sheldon è sempre vestito con camicia a quadri con il farfallino, pantaloncini, una valigetta e stivali texani. Nella settima si unisce alla famiglia che aspetta Sheldon anche Mandy che tiene in braccio la figlia e, quando un toro si avvicina, viene scacciato da Georgie.

### Vanity Card
Come per le altre serie prodotte da Chuck Lorre al termine dei titoli di coda, per un secondo o due, appare una schermata, ogni volta diversa con delle note scritte dallo stesso Lorre, definite le Chuck Lorre's Vanity Card. In questa pagina è scritto un po' di tutto, dai sogni che ha fatto a situazioni strane in cui si è trovato, a foto o disegni. Esiste una pagina web che le raccoglie.

### Spin-off
Nel mese di marzo 2024 è stato ufficializzata la realizzazione di uno spin-off basato sul matrimonio di Georgie Cooper e Mandy, dal titolo Georgie & Mandy's First Marriage. La serie si concentrerà sulla vita di coppia dei due giovani e debutterà nel mese di ottobre 2024 in America.

## Distribuzione
Il trailer della serie è stato pubblicato 18 maggio 2017. Il primo episodio, diretto da Jon Favreau, è andato in onda il 25 settembre 2017, dopo The Big Bang Theory, mentre gli altri episodi hanno iniziato le trasmissioni dal 2 novembre 2017, andando in onda dopo la serie originaria.